# Nikola Dobrović
Nikola Dobrović (v srbské cyrilici Никола Добровић; 12. února 1897, Pécs, Rakousko-Uhersko – 11. ledna 1967, Bělehrad, SFRJ) byl jugoslávský architekt a urbanista srbského původu. Působil také jako profesor na Fakultě architektury Univerzity v Bělehradě.

## Biografie
Dobrović studoval architekturu v Budapešti až do roku 1915, kdy je přerušila první světová válka. Po jejím skončení studoval v Praze, kde získal úspěšně titul v roce 1923. Do roku 1934 pracoval v československé metropoli jako architekt v ateliéru Bohumila Hübschmanna a Antonína Engela.[zdroj?] Poté se vrátil zpět do Jugoslávie a žil ve vesnici Lapado u Dubrovníka. Spolupracoval také se skupinou architektů moderního směru, která popularizovala modernismus v architektuře v meziválečné Jugoslávii.
V roce 1943 se Dobrović přidal k partyzánskému hnutí. Roku 1945 se stal ředitelem Urbanistického úřadu Srbska, o několik let později řídil i Urbanistický úřad Bělehradu poté, co byl zřízen. Na podzim roku 1948 se stal profesorem urbanistiky na Fakultě architektury Vysoké školy technické v Bělehradě. Stal se čestným členem SANU a JAZU.

## Práce

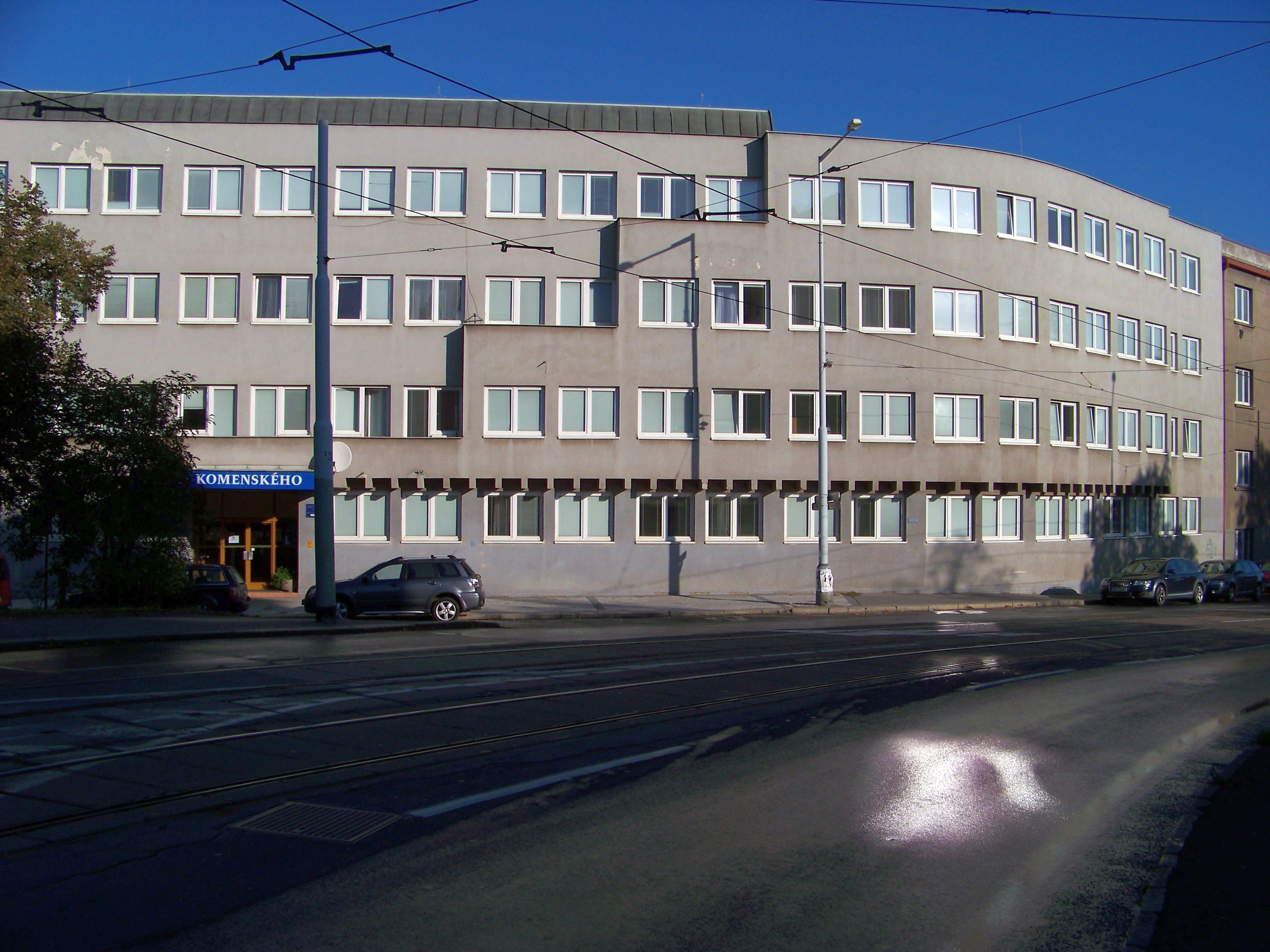
Dnešní koleje Komenského v Praze ve Střešovicích

Znám je především jako autor sídliště Nový Bělehrad, které v 50. letech vzniklo západně od srbské metropole. Získal druhou cenu za budovu sídla Ústředního výboru SKJ na soutoku řek Dunaje a Sávy (společně s Edou Ravnikarem.
Během svého pobytu v Dalmácii navrhl několik vil v Dubrovníku. Mezi ně patří např. Vila Adonis postavená v letech 1939 až 1940. Na nedalekém ostrově Lopud navrhl také budovu Grandhotelu a Vilu Vesna, dále potom památník Viktora Dyka.
Je také autorem budov generálního štábu Jugoslávské lidové armády a Ministerstva obrany SFRJ (Svazového sekretariátu obrany), které byly v roce 1999 vybombardovány v rámci operace Spojenecká síla. Před druhou světovou válkou nechal navrhnout terazijské terasy v centru Bělehradu jako modernistickou pěší zónu s výškovými budovami po stranách.
V České republice navrhl Palác Avion na Václavském náměstí (dnešní Palác Luxor), dále studentské koleje v Parléřově ulici v Praze ve Střešovicích (které nesly v době svého vzniku název po králi Alexandru I.)